# Robert White (graveur)
Pour les articles homonymes, voir Robert White et White.
Robert White (1645-1703) est un dessinateur et graveur anglais, l'un des plus prolifiques et célèbres portraitistes londoniens de l'époque des derniers Stuart.

## Biographie
Originaire de Londres où il est né en 1645, Robert White est un élève du dessinateur et graveur rattaché au courant baroque, David Loggan (1634-1692) ; il est dans sa manière assez influencé par son maître, mais possédait un don pour le dessin affirmé dès son enfance.
C'est avant tout un dessinateur chevronné, capable d'exécuter au crayon, en esquisse, le portrait d'une personnalité ad vivum (i.e. : en présence du modèle) puis de la transposer en gravure lui-même. Il maîtrise parfaitement le burin et le pointillé, techniques qu'il utilise principalement, avant de s'essayer à la manière noire, plus en vogue à partir des années 1680.
Selon les Notes de George Vertue reprises par Horace Walpole, il reste le graveur portraitiste le plus célébré de son temps. Vertue l'admirait et collectait informations et gravures auprès du fils de White (cf. plus loin) qui témoigna sur son père : « [il] n'avait pas seulement appris auprès de Loggan car dès son enfance, il possédait déjà le don de dessiner et fit de nombreux essais en gravure. Pour Loggan, il dessina aussi des bâtiments ».
White forme entre autres John Sturt et l'un de ses propres fils, George White, qui l'assiste à la gravure durant les dernières années de sa vie ; plus tard, il complète certaines plaques laissées inachevées par son père, en revend une partie, et se spécialise également dans la manière noire.
Vers 1682-1683, il recommande le jeune peintre suédois Michael Dahl à Godfrey Kneller, avec lequel White était en affaires.
Robert White meurt en novembre 1703 âgé de 58 ans, sur Bloomsbury Market (Londres) où il résidait et possédait son atelier, lequel est repris par son fils.

## Œuvre

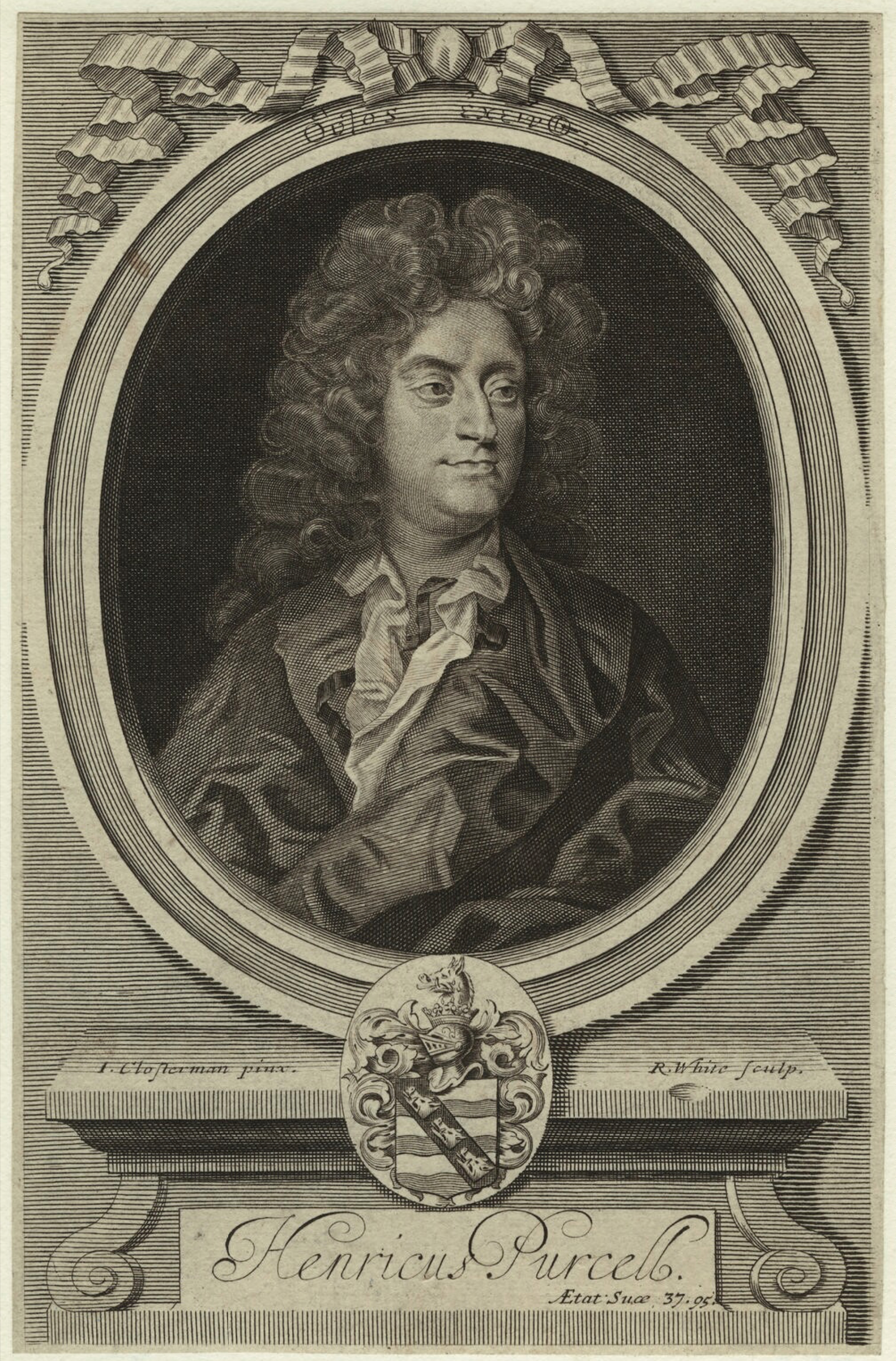
Henry Purcell (1695), d'après John Closterman.

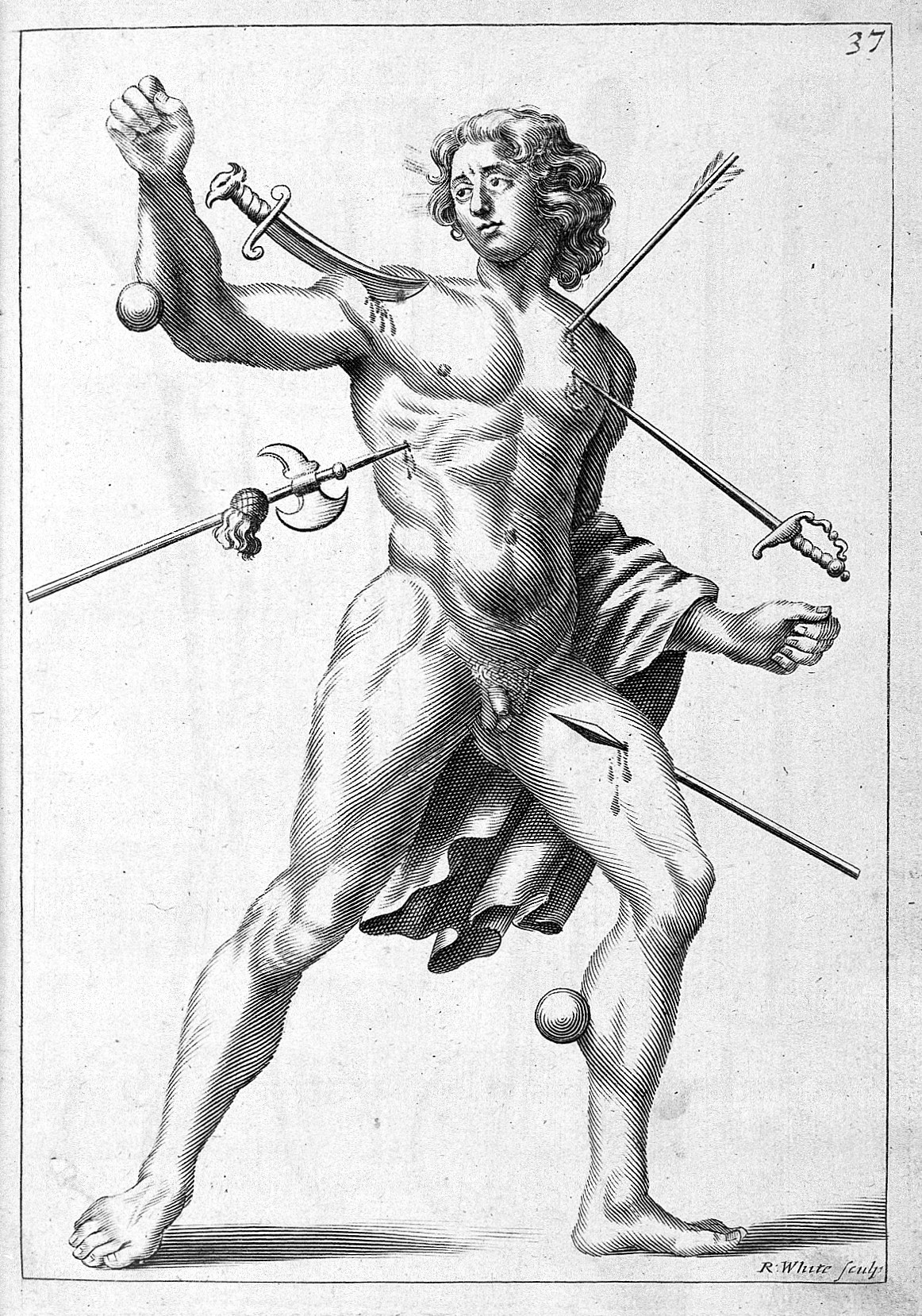
L'une des pièces destinées au A Compleat Discourse of Wounds de John Browne, publié par William Jacob (Londres, 1678, Fonds Wellcome Trust).

Sur le plan de la gravure, White aurait laissé plus de 400 pièces, ce qui peut sembler considérable, mais il fut sans doute assisté, entre autres par son fils. On compte des portraits, des vues architecturales, des allégories, des planches anatomiques, des vignettes... On trouve également de très rares miniatures et huiles dont l'attribuation reste douteuse.
Ses portraits incluent des membres de l'aristocratie anglaise mais aussi des personnalités du monde politique, des lettres et des sciences. Graveur portraitiste original, il est également le traducteur fidèle de toiles de maîtres anglais et hollandais, tels que Peter Lely, Godfrey Kneller, John Riley (1646-1691), Mary Beale, Cornelis Janssens van Ceulen, entre autres. Il fournit quelques pièces à Joachim von Sandrart pour le Teutsche Academie (1683).
Certaines commandes comprennent des séries : les plaques exécutées pour le compte du généalogiste Francis Sandford (1630-1694) sont destinées à célébrer les funérailles du duc d'Albemarle (1670) ; les illustrations pour les premiers volumes du Oxford Almanack (en) (1674-1676) ; 
les planches du traité de l'anatomiste et chirurgien John Browne (1642-1702), A Compleat Discourse of Wounds... (1678), la série dédiées aux membres de la famille Rawdon ; pour une réédition du A Display of Heraldry de John Guillim (1565-1621) ; pour Gilbert Burnet, auteur du History of the Reformation of the Church of England (1679) ; le frontispice à The Anatomy of an Horse (1683) d'Andrew Snape reprenant les gravures originelles sur bois de Carlo Ruini ; ainsi que de nombreux autres frontispices et de multiples vignettes d'ornementation fournies à des éditeurs-imprimeurs.